# Renaud de Dammartín
Renaud de Dammartín (1165 - 21 de abril de 1227) fue conde de Boulogne de 1190 a 1227, conde de Dammartín de 1200 a 1214 y conde de Aumale de 1204 a 1214.

## Vida
Era hijo de Albéric II, conde de Dammartín, y de Matilde de Clermont. Educado en la corte de Francia fue amigo infantil de Felipe Augusto al que, no obstante, y por orden de su padre combatió junto con los Plantagenet. Fue perdonado por el rey dado que él no había hecho más que seguir las órdenes de su padre y se casó con una prima del rey, Marie de Châtillon, hija de Guy II, señor de Châtillon, y de Alix de Dreux.
Siguiendo los consejos de Felipe Augusto, que quería apartar al Boulonnais de la influencia flamenca, Renaud repudió a su esposa para raptar y casarse, a la fuerza, con Ida de Lorena († 1216), condesa de Boulogne, viuda de Bertold IV de Zähringen e hija de Mathieu de Alsacia y de María de Blois, condesa de Boulogne. Después de su matrimonio Reanud puso al condado de Boulogne -que dependía hasta entonces del Condado de Flandes-, bajo el vasallaje directo del reino de Francia. Su matrimonio con Ide le otorgó un gran poder que despertó muchas inquinas, especialmente las de la familia de Dreux, parientes de Marie de Châtillon, y de la familia Guînes, dado que el conde de Guînes estaba prometido a Ide.
En 1203, Renaud y su esposa concedieron una licencia a la ciudad de Boulogne, otorgando los privilegios a los comerciantes de la misma. Estos compraron, probablemente, su libertad a cambio de financiar a Renaud que no disponía de mucho dinero. En 1204, Felipe Augusto le concedió el condado de Aumale, sin embargo, Reanaud, volvió a indisponerse con el rey.
En 1211, se negó a comparecer ante el rey de Francia que le había convocado a propósito de una querella que le enfrentaba al obispo de Beauvois Felipe de Dreux. Seguidamente pactó con Juan sin Tierra al que, en 1212 rindió vasallaje.
Junto con el emperador Otón y Fernando de Portugal, conde de Flandes, atacó al reino de Francia en 1214 en una batalla que tuvo lugar en Bouvines. Derrotado, fue uno de los últimos en rendirse, rechazando el sometimiento al rey de Francia. Felipe Augusto le confiscó todas sus tierras dándoselas a su hijo Felipe Hurepel casado con la hija de Renaud Matilde de Dammartín. Renaud permaneció encarcelado en la fortaleza de Péronne hasta su fallecimiento ocurrido en 1227.

## Descendencia
Con Marie de Châtillon no tuvo hijos, en tanto que, con Ida de Lorena tuvo una hija:
- Matilde de Dammartín (1202 † 1260), condesa de Boulogne,  de Aumale y de Dammartin.

Matilde se casó con:
- 1.- en 1218 con Felipe (1200 † 1234),  conde de Clermont-en-Beauvaisis.
- 2.- en 1235 con  Alfonso III de Portugal, rey de Portugal (1210 † 1279).